# Korolev (cratera marciana)
Korolev é uma cratera de impacto cheia de gelo no quadrângulo de Mare Boreum em Marte, localizada a aproximadamente 73° de latitude norte e 165° longitude leste. Tem 81,4 quilômetros de diâmetro e contém cerca de 2.200 quilômetros cúbicos de água congelada, comparável em volume ao Lago Great Bear nos Territórios do Noroeste, norte do Canadá. A cratera recebeu esse nome em homenagem a Sergei Korolev (1907-1966), o engenheiro chefe de foguetes soviético e designer durante a Corrida Espacial nos anos 1950 e 1960.
A cratera Korolev está localizada no Planum Boreum, uma planície polar setentrional que circunda a calota polar norte, perto do campo de dunas Olympia Undae. A borda da cratera se eleva a cerca de 2 quilômetros acima das planícies ao redor. O fundo da cratera fica a cerca de 2 quilômetros abaixo da borda e é coberto por uma camada de gelo permanente de 1,8 km de profunidade, com até 60 km de diâmetro.

## Formação de gelo
O gelo na Korolev é permanentemente estável porque a cratera age como uma câmara fria natural. O ar rarefeito de Marte acima do gelo da cratera é mais frio do que o ar ao redor da cratera; a atmosfera local mais fria também é mais pesada, de modo que afunda formando uma camada protetora, isolando o gelo, protegendo-o do derretimento e da evaporação. Pesquisas recentes indicam que o depósito de gelo se formou no interior da cratera e não fazia parte de uma camada de gelo polar. O gelo na cratera é parte dos vastos recursos hídricos nos polos de Marte.

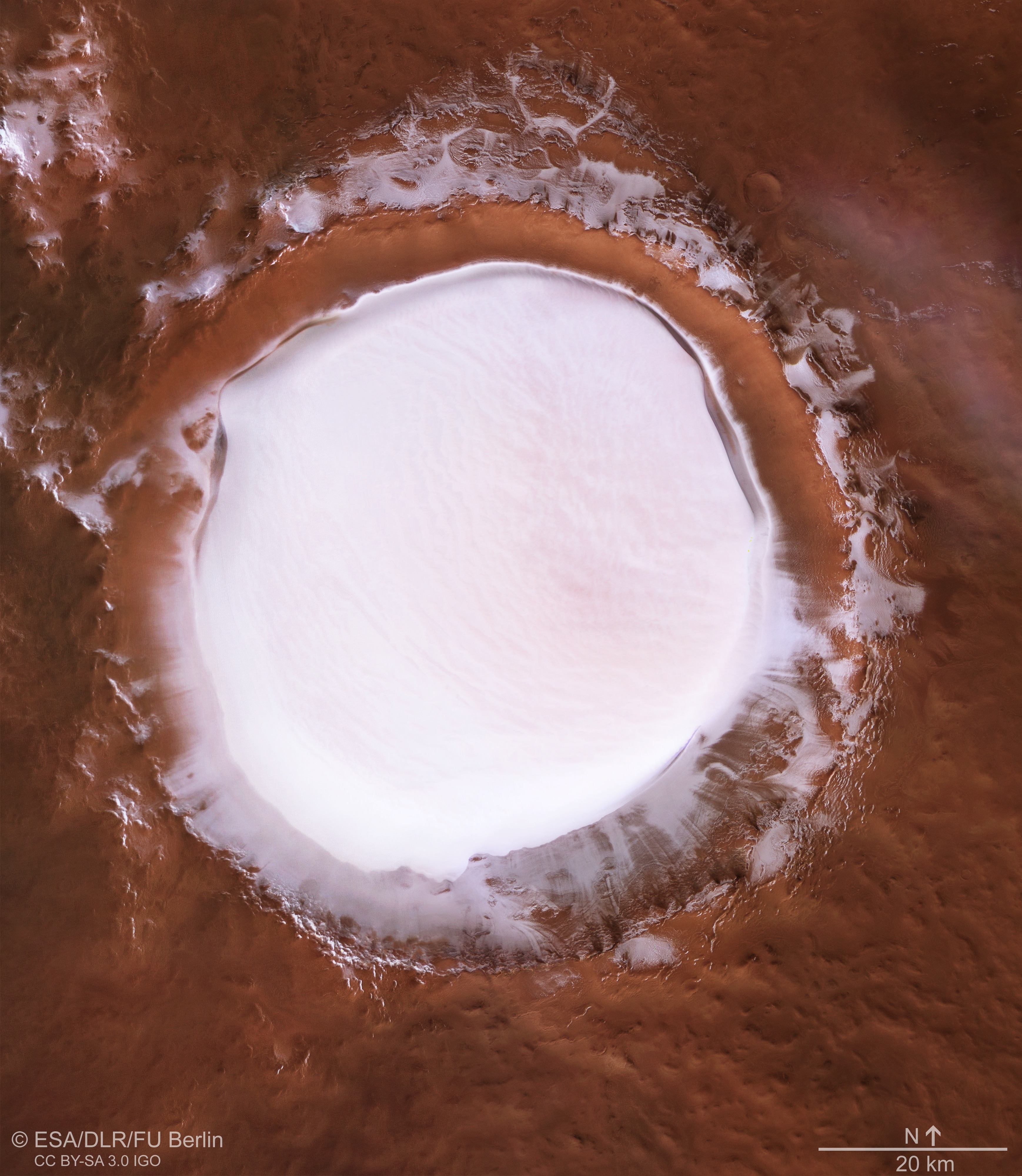
Foto em cores reais da cratera Korolev tirada pelo Mars Express
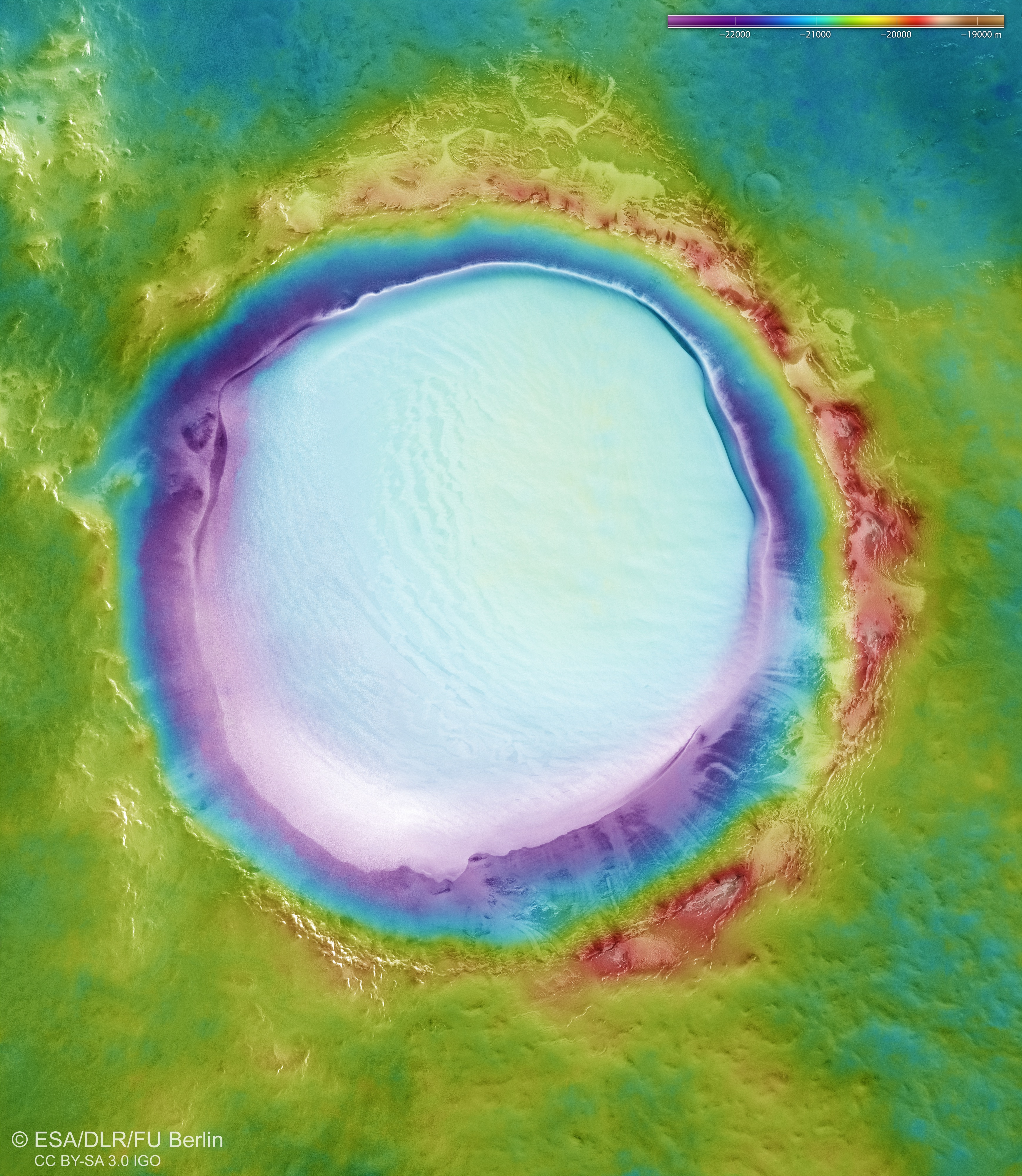
Visão topográfica codificada por cores da cratera Korolev baseada em um modelo de terreno digital dos dados da Mars Express
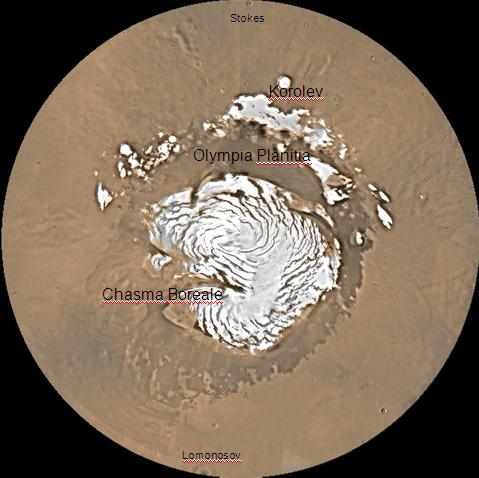
Mapa do quadrângulo de Mare Boreum com as principais características e crateras rotuladas
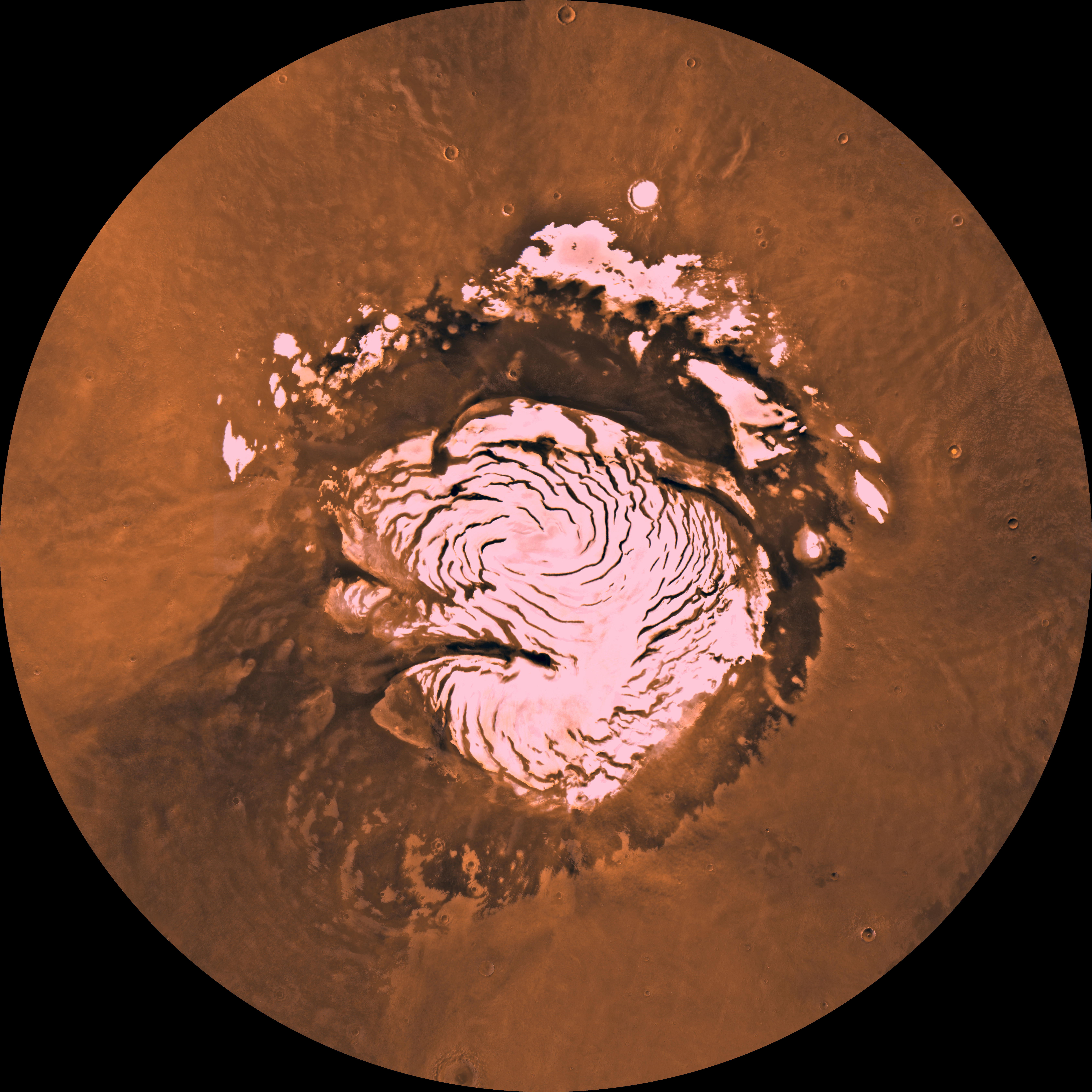
Mosaico de imagem de alta resolução do quadrângulo de Mare Boreum do Viking Orbiter
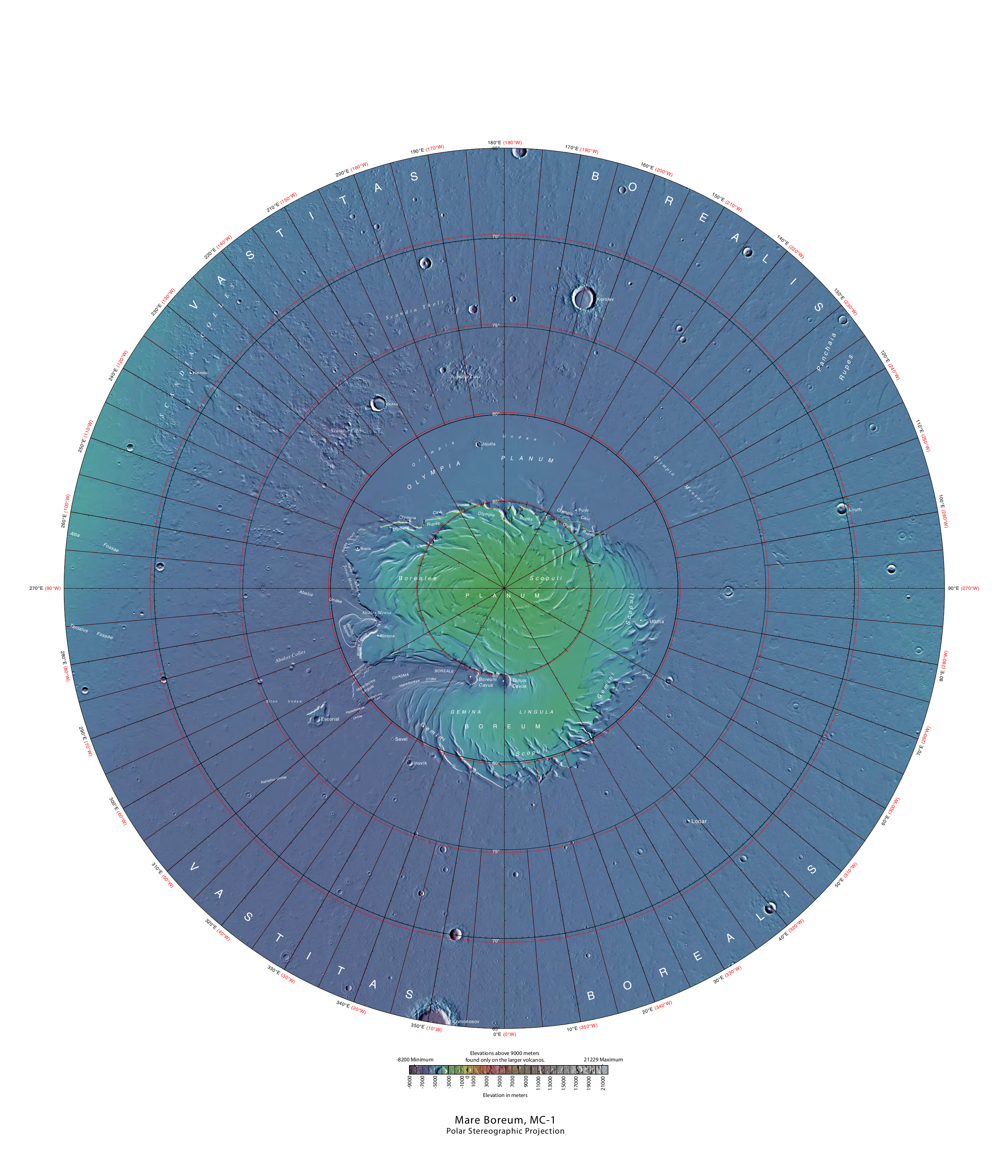
Mapa topográfico de alta resolução do quadrângulo de Mare Boreum com características e crateras rotuladas, a partir dos dados da Mars Orbiter Laser Altimeter (MOLA)